# GOS
gOS és una distribució GNU/linux creada per "Good OS LLC", una empresa que radica a Los Angeles (Califòrnia, EUA), i que l'ha anunciat com un "sistema operatiu alternatiu amb aplicacions de google i altres aplicacions Web 2.0 per l'usuari actual". La primera versió del gOS (1.0.1_386) va basar-se amb l'Ubuntu 7.10 i el gestor de finestres Enlightenment E17.
El 7 de gener de 2008 va presentar-se una versió de prova (2.0.0-beta1) del gOS per ser exhibida en el Everex CloudBook durant el Consumer Electronics Show del 2008, anomenada "gOS Rocket". Aquesta versió també estava basada amb el E17. No obstant això, la segona versió d'aquesta distribució no debutarà fins al febrer del mateix any, juntament amb la presentació del nou Everex gBook i Everex gPC. Aquest nou gOS presenta notables novetats com l'ús del gestor de finestres GNOME, el programa Compiz fusion i l'Avant Window Navigator. En aquesta ocasió no es va fer publicitat d'aquesta nova versió, senzillament s'ha instal·lat en els equips anteriorment esmentats.
El 6 d'abril del 2008 Good OS va presentar al públic una nova versió del gOS, anomenat gOS 2.9 "Space", pensat per equipar-se amb el gPC mini, es tracta d'una versió pensava pels usuaris de MySpace, i és també basat amb el Compiz fusion, Gnome, Avant Window Navigator i també inclou codi del E17. Té un dock amb un "stack" similar al que usa l'Apple Mac OS X v10.5.

## Disseny
Està basada en la distribució Ubuntu Gutsy Gibbon (7.10) i un entorn gràfic que imita al Mac OS X Leopard. Les primeres versions (1 i 2-beta) usaven el gestor de finestres Enlightenment 17 en comptes dels GNOME i KDE, amb la idea de crear un escriptori que tingués una versatilitat similar a la que té el Mac OS X. Això fou possible gràcies al nivell de personalització que presenta el Enlightenment; aquest funciona tant com a X window manager i com a entorn d'escriptori. Tot i que les primeres versions podien ser iniciades per ordinadors amb processador Intel Pentium II 350 MHz i 196 Mb RAM, els sistemes que equipaven el gOS tenien un processador Intel Pentium III 1 GHz i 256 Mb RAM. Després de la gOS2-beta, les següents versions van deixar d'utilitzar aquest gestor de finestres (sembla que el codi del E17 segueix sent usat) a favor del GNOME amb Compiz Fusion i l'Avant Window Navigator. Aquest fet va incrementar la necessitat de memòria a valors similars als que demana una versió estàndard d'Ubuntu.
Basat en la idea del cloud computing, totes les versions del gOS inclouen una gran càrrega d'aplicacions on-line amb tecnologia Web 2.0 i AJAX amb el qual no usen molt espai del disc dur. Tot el gOS-1 instal·lat ocupava menys de 2 Gb. A més, molts dels documents que es poden crear al gOS, com Google Docs, poden ser emmagatzemats en servidors de Google en comptes de desar-ho al disc dur, amb el qual, s'observa que el gOS pot ser usat en disc durs d'escassa capacitat. En la versió V2 Rocket, Good OS introdueix l'ús de la tecnologia "Google Gears", que segons indica permet l'ús de les aplicacions web de Google sense usar la connexió d'internet. En l'actualitat, Google Reader i Google Docs són les úniques que poden ser utilitzades, encara que també aplicacions com Remember the Milk han estat afegides a aquesta nova tecnologia.
Les principals funcions del gOS Rocket són el "Launcher", un dock que conté icones per iniciar els programes Firefox, Rhythmbox, Xine i Skype (poden afegir-se més programes també). En les primeres versions del gOS usaven un semblant anomenat iBar.
També hi havia icones per iniciar el Firefox per obrir certs sites o aplicacions web com Google Mail, Google Talk, Google News, Google Calendar, Google maps, Google Docs, Google Spreadsheets, Google Reader, Google Product Search, Blogger, YouTube, Facebook, Meebo, Box.net per xatejar a través dels serveis de Yahoo! Messenger, .NET Messenger Service i Wikipedia. La icona ubicat més a l'esquerra era el de Faqly, un sistema desenvolupat per Rocket per oferir un sistema d'ajuda comunitari en xarxa.
Altres aplicacions que podien ser instal·lats i iniciats a través de menús, són el The GIMP, Evince i OpenOffice.org. El Synaptic Package Managerpermet instal·lar més aplicacions al gOS.

## Versions
En diferents cops aquest sistema operatiu ha estat analitzat en TigerDirect vlog.

### gOS 1.0.1

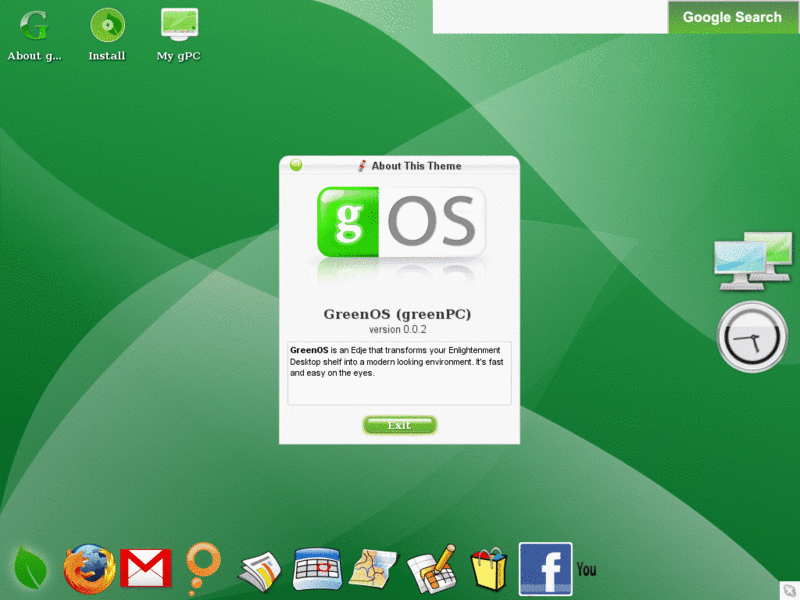
Escriptori del gOS 1.0.1

Presentat l'1 de novembre de 2007, va ser equipat en l'ordinador Everex Green gPC TC2502 que va vendre Wal-Mart. gOS era compatible amb l'APM d'aquest ordinador, amb el qual el sistema podia posar-se en suspens i posteriorment iniciat en qüestió de segons.
El desembre de 2007 PC Club va introduir de nou el seu Empower Fuzion desktop amb gOS instal·lat per $189, convertint-se en el seu segon sistema en introduir una distribució GNU/linux des de la seva controvertida Linspire (llavors LindowsOS) a finals del 2003 inicis del 2004 i la venda del Empower Essence amb Ubuntu durant el mes de gener del 2007.
Posteriorment Everex va presentar el CloudBook, un netbook basat amb el VIA NanoBook. Aquest ordinador va ser equipat amb el gOS Rocket amb una especificitat que versions posteriors inclouran una pantalla tàctil. A un preu de $400 RRP, va competir amb l'ASUS Eee PC en el mercat d'ordinadors de baix cost.
Menys conegut és el fet que Everex va treballar simultàniament amb ordinadors com l'ordinador portàtil gBook i el pc d'escriptori d'aspecte similar a l'Apple Mac mini gPC mini, ambdós dissenyats per carregar el gOS v2.

### gOS 2-beta (gOS Rocket E)
El 7 de gener de 2008 Good OS LLC va presentar una versió beta del gOS, anomenada "gOS-live-2.0.0-beta1" anomenat com "Rocket". Tot i que no es va veure com un substitut vàlid a la versió 1.0.1, ja que li mancaven algunes funcions essencials del maquinari i eines del sistema per administradors, i la senzillesa d'usar una aplicació que instal·li a l'estil "Add/Remove". També mancava la capacitat d'accedir a CD's i particions de disc dur que no foren les seves. El fet que el Everex CloudBook, que estava programat per ser ofert el 25 de gener de 2008, va ser retardat 1 mes per permetre a Good OS per reescriure la segona versió del gOS per als CloudBook, gBook i la segona versió del gPC.

### gOS V2 Rocket (gOS Rocket G)

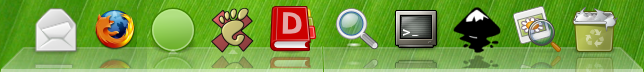
AWN

Després, es va veure la necessitat d'aquest mes d'espera perquè Everex havia decidit que les futures noves versions del gOS pels Cloudbook, gBook i gPC2 usarien el gestor GNOME en comptes del E17. Es va anunciar que aquesta versió s'anomenaria "Rocket", però per ser precís, gOS V2 "Rocket" (aquesta versió va ser ofert als nous usuaris del gPC2) i usaria l'Avant Window Navigator. Fins al llançament del gOS 2.9, aquesta versió no va estar disponible com a Live CD (a excepció dels compradors d'un Cloudbook); posteriorment si es va oferir en aquest format via el site de Good OS. Aquesta versió és ara anomenada "gOS rocket G" ("G" de GNOME) per distingir de l'anterior versió beta anomenada "gOS rocket E", la qual encara es pot descarregar.

### gOS 2.9 Space

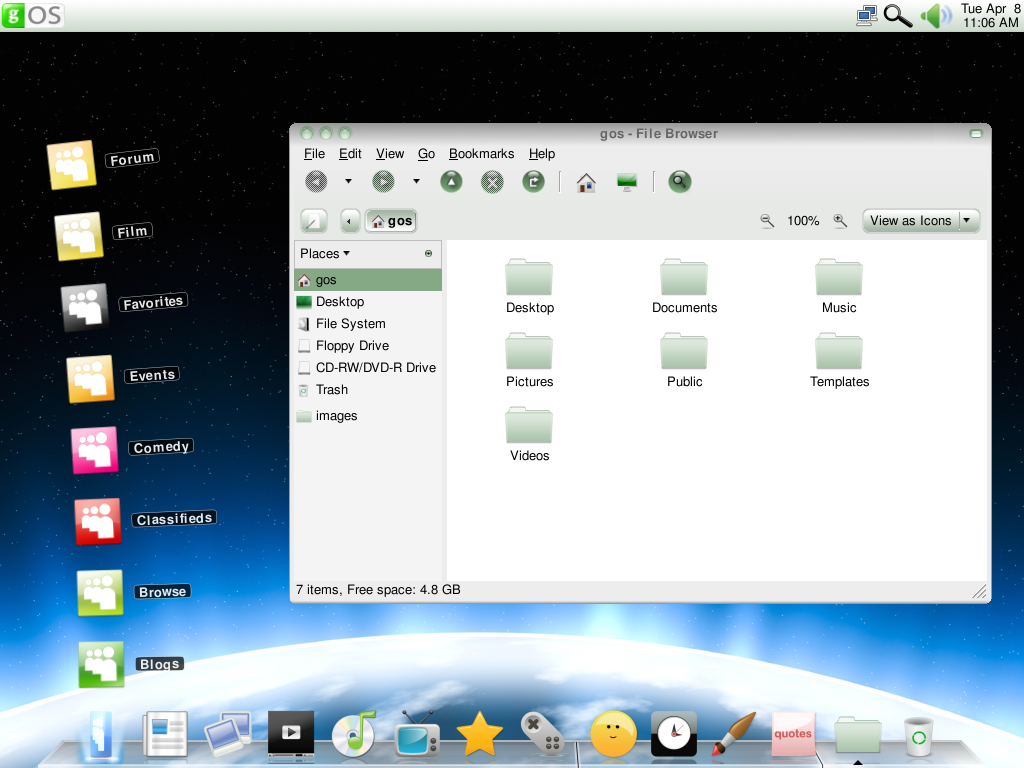
gOS Space

A partir del 7 d'abril de 2008 s'ofereix el gOS 2.9 com a distribució GNU/linux genèrica i es tracta d'una versió depurada i expandida de l'anterior gOS V2 Rocket G. Disponible per ser descarregada en format .ISO, requereix un DVD (ja que ocupa lleugerament més que un CD) o pot ser instal·lat en una targeta de memòria (per exemple, la SD) o una unitat externa USB (com un pendrive). gOS Space incorpora noves funcions de MySpace, però amb totes les aplicacions de Google. Com a distribució GNU/Linux, el 2.9 és més complet que la versió 2.0-beta i té menys bugs. A més, el gOS Space és menys "lleuger" (usant una quantitat de memòria) que l'antiga, i és una combinació d'Ubuntu 7.10, GNOME amb Compiz fusion i Avant Window Navigator, un llançador tipus dock que ha inclòs stacks. D'acord amb Good OS, s'ha utilitzat codi Enlightenment, però el propòsit exacte no es coneix; en qualsevol cas, gOS Space requereix 384 Mb RAM per poder fer-lo córrer raonablement, uns requisits semblants a l'Ubuntu 7.10. Quan va sortir l'Ubuntu 8.04 (Hardy Heron) el 24 d'abril de 2008, es va fer obvi que intentar actualitzar el gOS 2.9 a les noves característiques d'Ubuntu va causar que el sistema no funcionés, amb el qual, es va deshabilitar aquesta opció del gOS per part de Good OS. No s'espera que se solucioni, i en lloc, es presentarà el gOS (revisió 3.0), que estarà basat amb el nou Ubuntu 8.04.

### Sylvania g netbook
El 2 de juliol de 2008 Good OS i Osram Sylvania van presentar el Sylvania g netbook. Se similar al Everex Cloudbook original amb més memòria, trackpad i botons desplaçats al principi del pc, funciona amb el gOS 2.9M, una versió especialment modificada del gOS 2.9 "space".

### gOS 3.0 Gadgets
Aproximadament un mes després de la primera versió beta, la versió final gOS 3.0 va ser lliberada al lloc web el 23 de setembre de 2008. Ofereix els Gadgets de Google integrats, i inclou Wine 1.0 i Mozilla Prism, i està basa amb la nova Ubuntu 8.04.1. Aquesta versió va "de tornada a les seves arrels", ja que està destina per netbooks. L'Avant Window Navigator (AWN o Awn) la barra semblant a dock s'ha eliminat a favor de la barra de llançament "lightweight" anomenada Wbar. És similar a la utilitzada en el primera versió de gOS basada amb Enlightenment. En un comunicat de premsa oficial emès el 6 d'agost de 2006, gOS 3.0 Gadgets va anunciar que inclouria la tecnologia LXDE però aquesta idea va ser més tard deixada de banda. Llançant Synaptic es posa de manifest que cap de les aplicacions que s'enumeren a LXDE's About page Arxivat 2008-10-14 a Wayback Machine. estan instal·lades.

### gOS 3.1 Gadgets
gOS 3.1 Gadgets va ser llançat el 3 de gener de 2009 com una actualització per corregir els errors de la versió de gOS 3.0 gadgets. Aquesta versió soluciona alguns errors de gOS 3.0, però no és una actualització obligatòria per a gOS 3.0 com molts dels errord de gOS 3.0 seran solucionats utilitzant l'actualitzador automàtic (però no ho feu manualment intentant actualitzar del repositori de la Ubuntu 8.10, ja que és incompatible amb gOS 3.0). gOS 3.1 no és un "paquet d'actualització" però si una nova distribució GNU/Linux, podeu descarregar-la del lloc web de good OS Arxivat 2008-12-16 a Wayback Machine.; versions més antigues no estan disponibles per més temps.

## Historial de versions
| Versió                                            | Nom                                             | development name | Data de presentació | Ofert en                              | Basat en             | Gestor de finestres | Característiques i canvis |
| ------------------------------------------------- | ----------------------------------------------- | ---------------- | ------------------- | ------------------------------------- | -------------------- | ------------------- | --- |
| 1.0.1_386                                         | gOS                                             | Painfull         | 01-11-2007          | Everex gPC                            | Gutsy Gibbon         | E17                 | Versió inicial; Basada amb Ubuntu 7.10 i l'entorn d'escriptori Enlightenment 17, a més d'un conjunt d'aplicacions de Google                                                                                          |
| 2.0.1-beta1 Arxivat 2008-04-12 a Wayback Machine. | gOS Rocket (E)                                  | Reloaded         | 07-01-2008          | Everex CloudBook                      | Gutsy Gibbon         | E17                 | Versió beta de demostració especialment desenvolupada per demostrar el funcionament de Everex al CloudBook del 2008 Consumer Electronics Show. Encara basada amb el gestor de finestres Enlightenment 17             |
| V2 Arxivat 2008-04-12 a Wayback Machine.          | gOS Rocket (G)                                  | Desconegut       | 22-02-2008          | Everex CloudBook, gBook, gPC and gPC2 | Gutsy Gibbon         | GNOME +AWN          | Versió final i inclosa al CloudBook, i posteriorment al gBook i al gPC2. No disponible com a live CD mentre no es publiqui "Space". Ara basada en GNOME, Avant Window Navigator i Compiz fusion                      |
| 2.9 Arxivat 2008-04-12 a Wayback Machine.         | gOS Space                                       | Desconegut       | 06-04-2008          | Everex gPC mini                       | Gutsy Gibbon         | GNOME +AWN          | Especialment promogut com una versió per als usuaris de MySpace, afegeix "piles" a l'arrancador AWN, i utilitza les aplicacions de MySpace, no requereix maquinari 3D per a treballar amb AWN.                       |
| 2.9M Arxivat 2008-07-31 a Wayback Machine.        | gOS Escape pod 2.9M                             | Desconegut       | 07-02-2008          | Sylvania g netbook                    | Unknown              | GNOME +AWN          | Versió "prima" específica, especialment desenvolupada per a netbooks |
| 3.0 beta Arxivat 2009-08-26 a Wayback Machine.    | gOS Gadget 3.0 beta                             | Aphrodite        | 24-09-2008          | Netbooks                              | Hardy Heron          | GNOME               | Versió prima per a NETBOOK que és compatible amb les versions de Google Desktop, incloent Google Gadgets, i afegeix Wine 1.0, i Picasa. Cap en un Live CD, Però es tracta d'una beta que encara conté alguns errors. |
| 3.0 final Arxivat 2009-08-07 a Wayback Machine.   | gOS Gadget 3.0 final                            | Aphrodite        | 24-09-2008          | Netbooks i Nettops                    | Hardy Heron          | GNOME               | Versió prima per a NETBOOK que és compatible amb les versions de Google Desktop, incloent Google Gadgets, i afegeix Wine 1.0, i Picasa. Cap en un Live CD.                                                           |
| 3.1 (SP1) Arxivat 2009-08-07 a Wayback Machine.   | gOS 3.1 Gadgets (SP1) (Gnome)                   | Aphrodite        | 03-01-2009          | Netbooks i Nettops                    | Hardy Heron (8.04.1) | GNOME               | Actualització (errors fixats) versió (service pack 1) de gOS 3.0 |
| 3.0 (Community Editions)                          | Desconegut                                      | Desconegut       | Desconegut          | Desconegut                            | Hardy Heron          | Desconegut          | Desconegut |
| 3.0 (Netbook edition beta)                        | gOS Gadget 3.0 final with netbook launcher beta | Desconegut       | 22-10-2008          | Desconegut                            | Hardy Heron          | GNOME               | Desconegut |